# Brachycyttarus
Brachycyttarus é um gênero de mariposa pertencente à família Acrolophidae.